# Rue de Metz (Nancy)
Pour les articles homonymes, voir Rue de Metz.
La rue de Metz est une voie de la commune de Nancy, dans le département de Meurthe-et-Moselle, en région Lorraine. Elle tire son nom de la cité mosellane.

## Situation et accès
La rue de Metz, d'une direction générale nord-sud, se place au nord du territoire communal de Nancy, à proximité de Maxéville et relie la Porte Désilles et le Cours Léopold au sud, à la limite nord de Nancy, au niveau de la frontière avec Maxéville où la rue est prolongée par la voie dénommée « Route de Metz » qui suit le tracé de l'ancienne RN 57.

## Origine du nom
Elle porte le nom de la cité lorraine de Metz, en souvenir qu'elle fut enlevée à la France de 1871 à 1918.

## Historique
Cette rue a été créée en 1787 pour former la nouvelle route de Metz, au lieu de celle du faubourg des Trois-Maisons qui passait sous les portes de la Ville Vieille.
La rue de Metz fut d'abord appelée « rue du Petit-Village » en souvenir du vieux Saint-Dizier, puis en 1828, « rue de Boudonville ».
Elle a été nommée officiellement « rue de Metz » en 1873.

## Bâtiments remarquables et lieux de mémoire

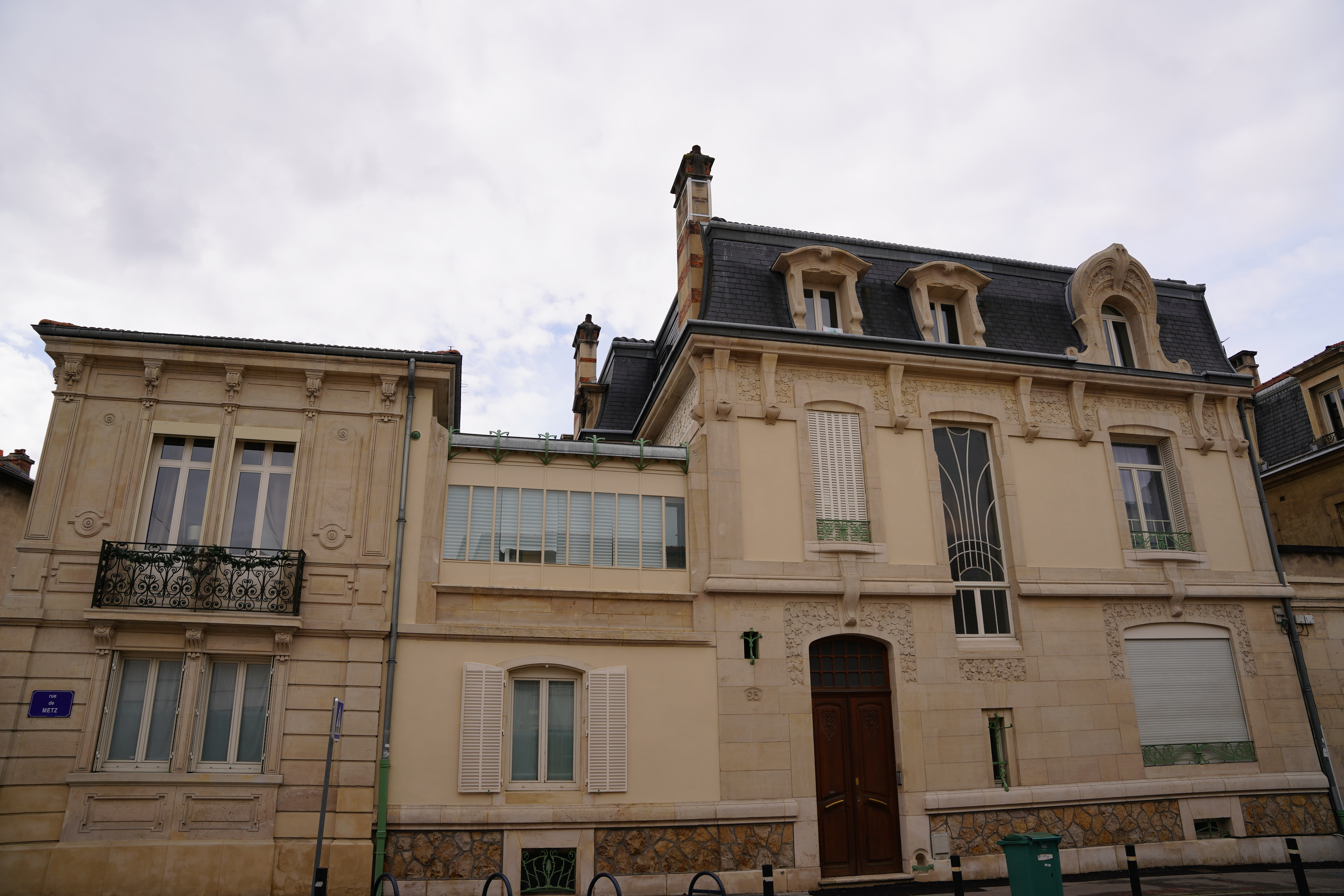
Maison Cavallier.

- no 93 : Maison Cavallier, inscrite au titre des monuments historiques par arrêté du 11 mai 1981[2].
- no 99 : Centre régional de documentation pédagogique de Lorraine[3].